# Risselmann (Adelsgeschlecht)

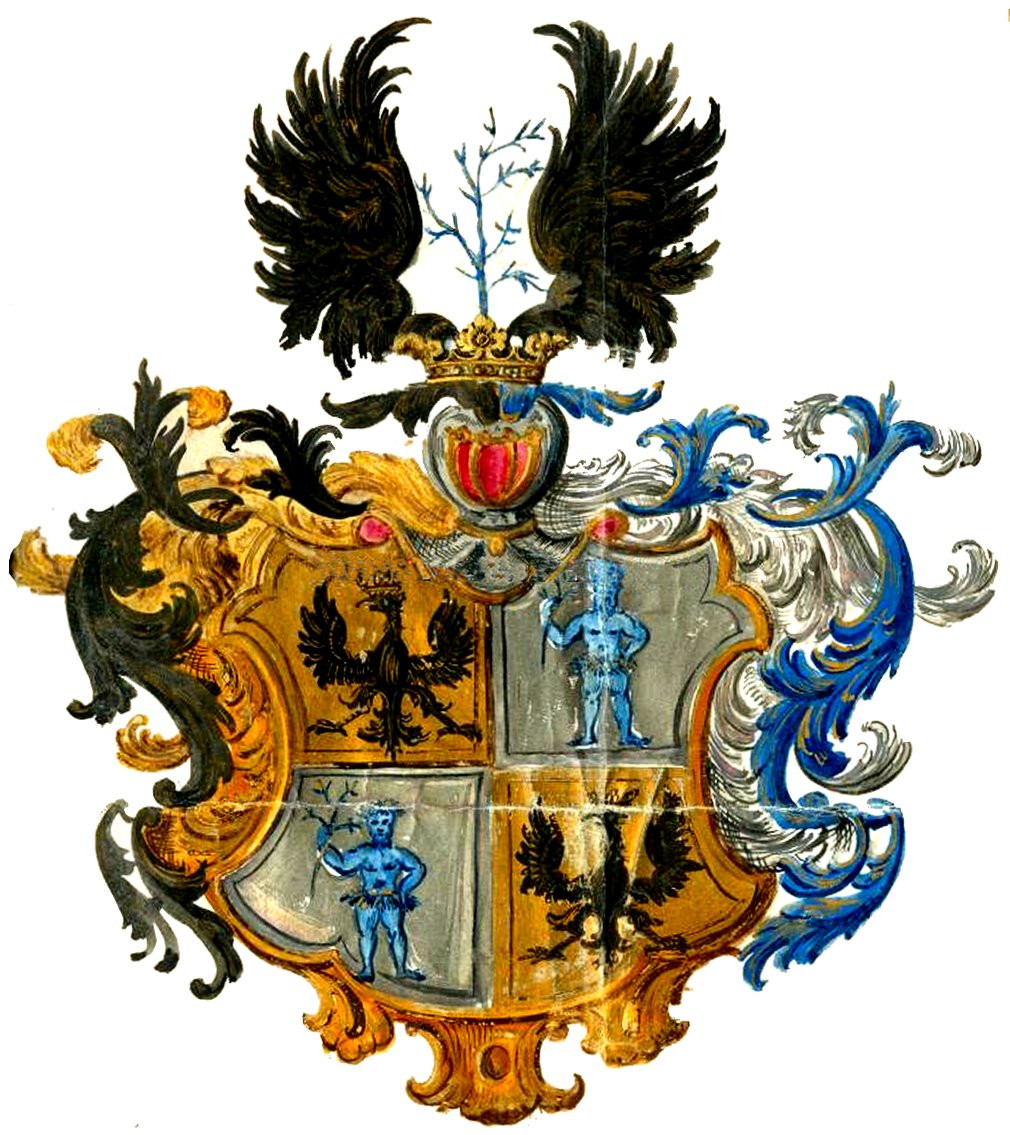
Wappen derer von Risselmann (1746)

Die Herren von Risselmann sind oder waren eine brandenburgische Familie, die zunächst durch den Hebraistiker Johann Risselmann Bedeutung erlangte und am 6. Oktober 1746 in den Reichsadelstand erhoben wurde. Ein bekannter Vertreter der seinerzeit schon adligen Familie war beispielsweise August von Risselmann. Das Geschlecht sticht durch einige innerfamiliäre Heiraten hervor.

## Geschichte und Stammreihe
Die Geschichte beginnt Ende des 16. Jahrhunderts bei dem Bremer Bürger und Handelsherren Johann Risselmann. Auch sein Sohn Elhard war Handelsherr in Bremen. Elhard heiratete Elisabeth, Tochter des Ältermanns Rainer Lampe.
Sein Sohn Johann Georg Risselmann heiratete Gertrud Hedwig, Tochter Conrad Bergius’, und zog in ihre Heimatstadt Frankfurt an der Oder.
In Frankfurt (Oder) wurde im Jahr 1670 sein Sohn Johann Konrad von Risselmann geboren. Der wurde königlich-preußischer Geheimer Justiz-, Ober-Appellations-, Konsistorial-, und Kirchenrat. Außerdem besaß er die Lehen Crussow, Neu-Galow, Stützkow, Grünadel, Klein-Mantel, Trebus und Schönwalde. Er wurde am 6. Oktober 1746 in den erblichen Reichsadelstand erhoben, starb aber jahresdrauf am 4. Oktober in Schönwalde. Er war verheiratet mit Isaak Buirette von Oehlfelds Tochter Sarah Elisabeth (* 1683; † 25. Februar 1729).
Als Sohn aus dieser Ehe ist Konrad Ludwig (* 1710; † 22. Mai 1779) überliefert. Auch er war Herr auf Schönwalde, und verheiratet mit Johann Christian von Tieffenbachs Tochter bzw. Christian Ludwig von Tieffenbachs Schwester Johanne Juliane († 27. September 1771).
Sein Sohn Friedrich Konrad Daniel (* 6. November 1751; † 14. Dezember 1811) war Kanonikus im Stift Herford. Am 8. Juni 1780 heiratete er Charlotte Louise, geborene von Beeren (* 2. März 1761; † 1. November 1822).
Aus dieser Ehe sind drei Söhne überliefert:
- Friedrich Wilhelm August Karl Ludwig (* 10. Dezember 1791; † 9. März 1863), Stammvater der Linie auf Schönwalde. Er wurde Ritter des Johanniterordens und war verheiratet (19. Mai 1818) mit Louise Wilhelmine Ernestine, geborene von Knobloch und nach Scheidung im Jahr 1824 in zweiter Ehe (18. März 1825). mit Johanna, geborene von Guretzky-Kornitz. Aus erster Ehe stammten:
  - Friedrich Karl Ludwig Ewald (* 24. Februar 1820), königlich preußischer Major a. D. und Rechtsritter im Johanniterorden. Er heiratete am 29. Oktober 1854 Marie Krause aus dem Hause Bendeleben (* 29. April 1834).
    - Es ist ihr gemeinsamer Sohn Friedrich Hugo (* 17. April 1856 in Berlin) überliefert. Er war königlich preußischer Regierungsassessor und im 2. brandenburgischen Dragoner-Regiment Nr. 12 Lieutenant der Reserve. Er heiratete am 27. Mai 1884 in Crussow Charlotte Marie Auguste Arnoldine, einer Schwester Reinholds Grafen Finck von Finckenstein bzw. Tochter des Commandeurs des 2. Garde-Dragoner-Regiments Reinhold Grafen Finck von Finckenstein und Marie, geborene von Risselmann.

  - Auguste (* 28. Juni 1821). Sie heiratete am 17. November 1839 ihren Onkel Heinrich von Risselmann.
  - Emma (* 11. Februar 1823). Sie heiratete am 28. Oktober 1841 Boguslaw von Tauentzien aus Balkow († 19. September 1876).

Aus der zweiten Ehe des Friedrich Wilhelm August Karl Ludwig von Risselmann mit Johanna stammten:
- - Konrad (* 2. September 1826; † 2. Februar 1827)
  - Friedrich Wilhelm Ehrenreich August (* 20. September 1829). Er heiratete am 14. Juli 1855 Klara (* 23. Dezember 1832), Tochter eines Generalmajors a. D. von Bennigsen auf Niederneuendorf. Die Ehe wurde im Jahr 1869 geschieden. Aus ihr sind zwei Kinder überliefert:
    - Friedrich Wilhelm Karl Gustav (* 13. April 1856 in Fehlow)
    - Johanne Emilie Klara Margarethe (* 19. November 1860 in Berlin)

  - August (* 4. Juni 1828; † 30. August 1828)
  - Heinrich (* 4. Juni 1828; † 4. Januar 1829)
  - Felix (* 14. Januar 1833; † 24. April 1846)
  - Johanne (* 16. Juni 1835; † 15. Oktober 1855). Sie heiratete am 21. September 1855, kurz bevor sie starb, Helmuth Rudolph Karl Albrecht Freiherrn von Maltzahn auf Seegefeld (* 13. Juli 1826)
- Friedrich August Alexander Adolph (* 22. April 1796; † 15. März 1869) heiratete am 22. August 1823 Maria, geborene Finck von Finckenstein. Er begründete die Linie auf Matschdorf-Crussow. Es sind eine Tochter und sechs Söhne, von denen einer früh starb, überliefert:
  - Friedrich August von Risselmann (* 9. August 1828 in Matschdorf; † 29. März 1886 in Berlin), königlich-preußischer Major. Er heiratete am 30. Mai 1863 seine Cousine Auguste von Risselmann, die Tochter des jüngeren Bruders seines Vaters. Aus dieser Ehe sind vier Kinder überliefert:
    - Marianne (* 1. April 1864 in Berlin; † 3. Mai 1934 in Wuhden). Sie heiratete am 23. April 1887 den königlich-preußischen Premierlieutenant im 2. Garde-Feld-Artillerie-Regiment Nikolaus von Morozowicz, Sohn Elhard von Morozowicz
    - Friedrich (* 8. Januar 1869 in Berlin), königlich-preußischer Lieutenant im 1. Garde-Feld-Artillerie-Regiment
    - Reinhold (* 17. August 1870 in Görbitsch), königlich-preußischer Kadett in Groß-Lichterfelde
    - Elhard (* 19. Dezember 1872 in Görbitsch)

  - Friedrich Wilhelm (* 4. August 1830; † 9. Juni 1863 in Matschdorf), königlich-preußischer Rittmeister im 2. Garde-Ulanen-Regiment.
  - Friedrich Karl (* 12. August 1832), Ritter des Johanniterordens. Er heiratete am 29. Juni 1863 Helene, geborene von Zychlinska.
  - Friedrich Heinrich (17. April 1835; † 19. September 1876), königlich-preußischer Hauptmann a. D.
  - Charlotte Marie (* 14. April 1838; † 1. Mai 1870). Sie heiratete am 3. Juni 1857 ihren Onkel mütterlicherseits, Reinhold Reichsgraf Finck von Finckenstein. Sie war nach dem Tod ihres Vaters Herrin auf Matschdorf.
  - Friedrich Conrad (* 6. November 1840; † Oktober 1841)
  - Friedrich Otto (6. April 1843; † 23. Juni 1869), königlich-preußischer Lieutenant im Leib-Grenadier-Regiment.
- Friedrich Wilhelm Heinrich Eduard (* 20. Juli 1799; † 23. März 1870) heiratete am 17. November 1839 die Tochter seines ältesten Bruders, Auguste (* 28. Juni 1821). Er begründete die Linie auf Görbitsch. Seine Kinder waren:
  - Heinrich von Risselmann (* 18. Mai 1841 in Görbitsch)
  - Auguste (* 6. Dezember 1842). Sie heiratete ihren Cousin August von Risselmann, den Sohn des zweitältesten Bruders ihres Vaters.

## Wappen
Das Wappen der Herren von Risselmann ist teilweise unterschiedlich blasoniert, stimmt aber in den hauptsächlichen Merkmalen überein: geviert, in 1 und 4 ein schwarzer Adler (Preußischer Adler) im goldenen Feld, in 2 und 3 ein Wilder Mann, der einen „blätterlosen Zweig (Reis)“ (auch: „Baumreis“, „trockenes Reis“, „dürren Zweig oder Reis“; vgl. Reisig) in der (heraldisch) rechten Hand hält, die linke Hand in die Seite gestützt. Leopold von Ledebur sprach zunächst von einem „goldenen Rüssel“, korrigierte sich, wohl nach Einsicht von „verschiedenen Siegelabdrücken“, aber in den Nachträgen des nächsten Bandes selbst.

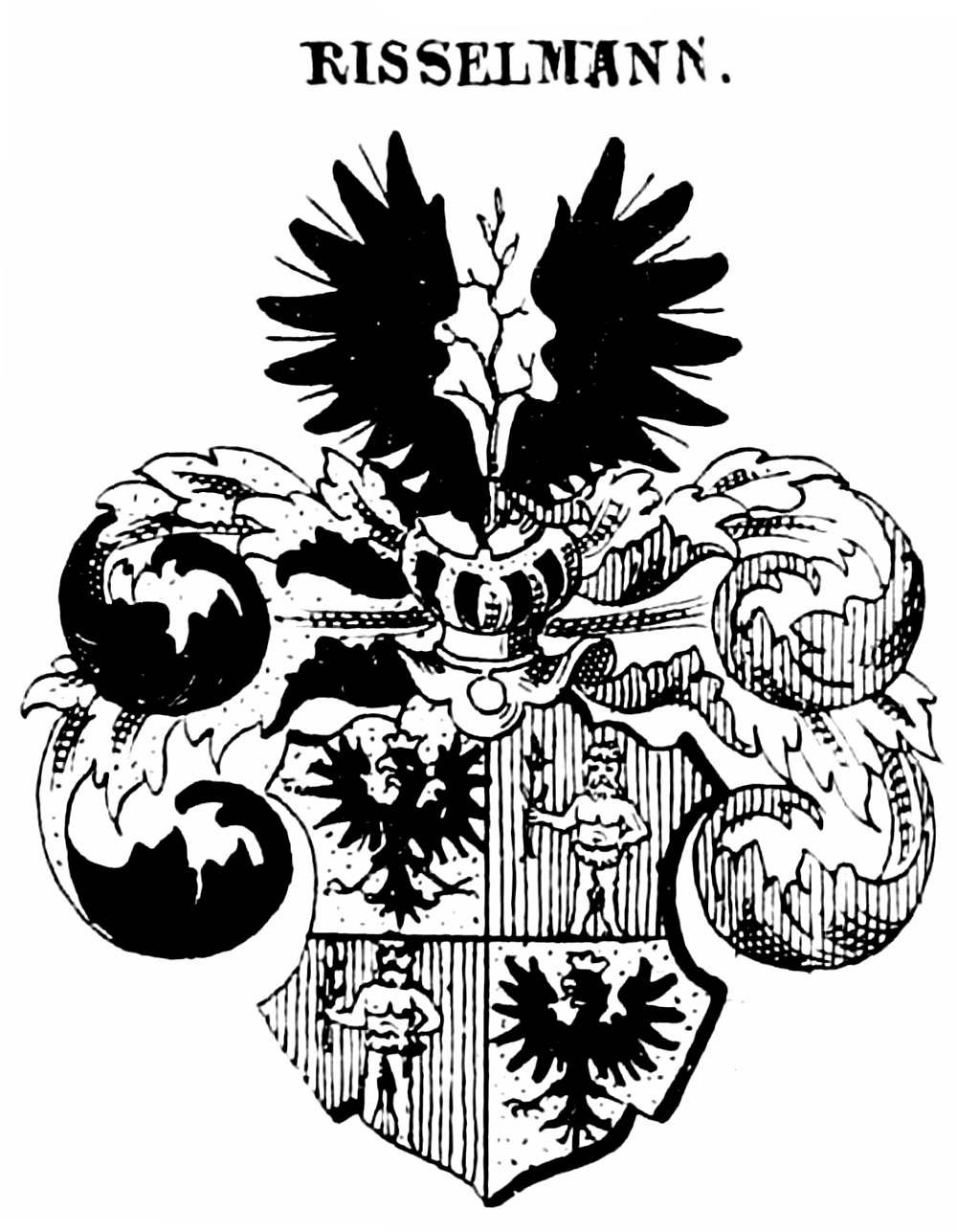
Wappen derer von Risselmann in Siebmachers Wappenbuch

Die Farben bezüglich der Felder 2 und 3 und der Helmdecken variieren von Autor zu Autor, Mühlverstedt blasoniert diesbezüglich sogar anders als er das Wappen tingiert. In der frühesten (hier aufgeführten) Veröffentlichung zu den Herren von Risselmann (Leopold von Zedlitz-Neukirch) heißt es: „ein wilder Mann in blauer Farbe“. Bei von Ledebur heißt es dann, „in Blau ein ... rot und weiß gekleideter Mann“, wessen Beschreibung sich Mühlverstedt anschloss. Nach von Weittenhiller ist der Mann blau und das Feld silbern. Die Helmdecken sind nur bei Mühlverstedt und Weittenhiller beschrieben, und zwar schwarz-golden (links) und rot-weiß (rechts) bzw. „schwarz-golden und blau-silbern“. Darüber hinaus tingiert von Mühlverstedt den Hintergrund der Felder 2 und 3 entgegen seiner Blasonierung rot ab (statt blau).